# Vintage Story
Vintage Story — игра-песочница с элементами выживания разработанная и изданная Anego Studios. Основатели Anego Studios Тайрон и Ирена Мэдлинер начали разработку самостоятельной игры на основе модификации Vintagecraft для Minecraft. В настоящий момент игра активно развивается. Устаревшая версия игры доступна для бесплатного скачивания в качестве демо-версии на официальном сайте.

## Игровой процесс
Персонаж игрока — длинный гуманоид с возможностью его видоизменения при старте игры, в игре он называется Серафим. Геймплей сфокусирован на создание реалистичного и захватывающего опыта выживания. Создание многих предметов вращается вокруг взаимодействия с игровым миром, а не с использованием пользовательского интерфейса. К примеру, для создания глиняной миски, игрок воссоздаёт форму миски из маленьких вокселей, а затем обжигает её в специальной яме.
Другими важными аспектами игрового процесса являются разведка полезных ископаемых и руд, животноводство и земледелие, строительство и исследование мира. Бесконечные миры с реалистичными биомами, а также случайно сгенерированными структурами обеспечивают увлекательное времяпровождение.

## Разработка
Игра написана на языке программирования C# с использованием OpenTK и видоизменённого игрового движка ManicDigger. Большая часть программного кода игры была сделана Тайроном Мэдлинером вместе с небольшим количеством участников Open Source сообщества. Большая часть кода игры находится под лицензией, которая допускает чтение исходного кода на GitHub Anego Studios.
Одной из самых популярных функций игры является открытое API для создания модификаций, которое хвалят за гибкость в работе и качество.

## Восприятие
Vintage Story была оценена критиками как имеющая впечатляющую реалистичность и находящаяся на совершенно другом уровне по сравнению с другими играми на выживание, основанными на блоках. Power Up Gaming были впечатлены тем, как реализовано создание предметов и управление инвентарем, отметив, что игра устраняет «проблемы, которые есть у всех» в других играх с открытым миром с элементами выживания, основанные на блоках, позволяя игроку одновременно открывать несколько игровых интерфейсов и более естественно взаимодействовать с внутриигровыми предметами. После выпуска обновления в 2020 году, которое добавило смену времён года, Gaming On Linux похвалили реализацию игровой механики за её удивительную глубину и реалистичность, несмотря на необходимость проходить «медленное и трудное» начало в виде каменного века. Критик нашёл геймплей Vintage Story более атмосферным и реалистичным выживанием по сравнению с Minecraft, который «слишком скучен, чтобы в него можно было поверить».
Rock Paper Shotgun похвалили игру за достойную генерацию мира, качественные и красивые анимации, а также гибкость в создании модификаций. В другом обзоре Rock Paper Shotgun в основном фокусировались на гораздо лучшей производительности Vintage Story по сравнению с Minecraft. Sportskeeda в своём обзоре на игру хвалят графику, а также продуманность аспектов минералогии. Digital Trends игра порадовала своими уникальным игровым процессом и системой крафта за их качество, а также гибкость.

## Системные требования[10]

### Минимальные
Примерно 25 кадров в секунду на низких настройках графики
- Операционная система: Linux; Windows 7 или выше, x64 бит; macOS версии 13 или выше
- Процессор: Core i3/i5 поколения 3 или выше
- Оперативная память: 8 ГБ
- Жёсткий диск: 3 ГБ (HDD)
- Видеокарта: дискретная (NVidea GT440 или выше) или интегрированная 2016 года или младше (Intel HD Graphics 620, Radeon R5 или быстрее) с поддержкой OpenGL 3.3 или выше
- Интернет: необходим для запуска игры в первый раз

### Рекомендуемые
Примерно 30 кадров в секунду на средних настройках графики
- Операционная система: Linux; Windows 10 или выше, x64 бит; macOS версии 13 или выше
- Процессор: AMD Ryzen (любой), 4е поколение Intel Core i5/i7, 2 ядра/4 потока или аналогичное
- Оперативная память: 16 ГБ
- Жёсткий диск: 6 ГБ (SSD)
- Видеокарта: дискретная видеокарта 2017+ года (Geforce GT 1030, Radeon RX 560) с поддержкой OpenGL 3.3 или выше
- Интернет: необходим для запуска игры в первый раз

### Оптимальные
Больше 60 кадров в секунду на высоких и очень высоких настройках графики
- Операционная система: Linux; Windows 10 или выше, x64 бит; macOS версии 13 или выше
- Процессор: AMD Ryzen (любой), 7е поколение Intel Core i5/i7, 4 ядра/8 потоков или аналогичное
- Оперативная память: 16 ГБ
- Жёсткий диск: 10 ГБ (SSD)
- Видеокарта: Geforce GTX 1070 или похожее. OpenGL 3.3 или выше (видеокарты NVidia имеют наилучшие показатели производительности)
- Интернет: необходим для запуска игры в первый раз